# Karaops jarrit
Espèce
Karaops jarrit est une espèce d'araignées aranéomorphes de la famille des Selenopidae.

## Distribution
Cette espèce est endémique du Sud-Ouest de l'Australie-Occidentale,.

## Description
Le mâle holotype mesure 5,31 mm et la femelle paratype 6,21 mm.

## Publication originale
- Crews & Harvey, 2011 : The spider family Selenopidae (Arachnida, Araneae) in Australasia and the Oriental region. ZooKeys, no 99, p. 1-103 (texte intégral).